# هالدربرخه
هالدربرخه (به هلندی: Halderberge) یک شهرستان در هلند است که در برابانت شمالی واقع شده‌است. هالدربرخه ۳ متر بالاتر از سطح دریا واقع شده‌است.